# Capela de Nossa Senhora da Encarnação (Leiria)

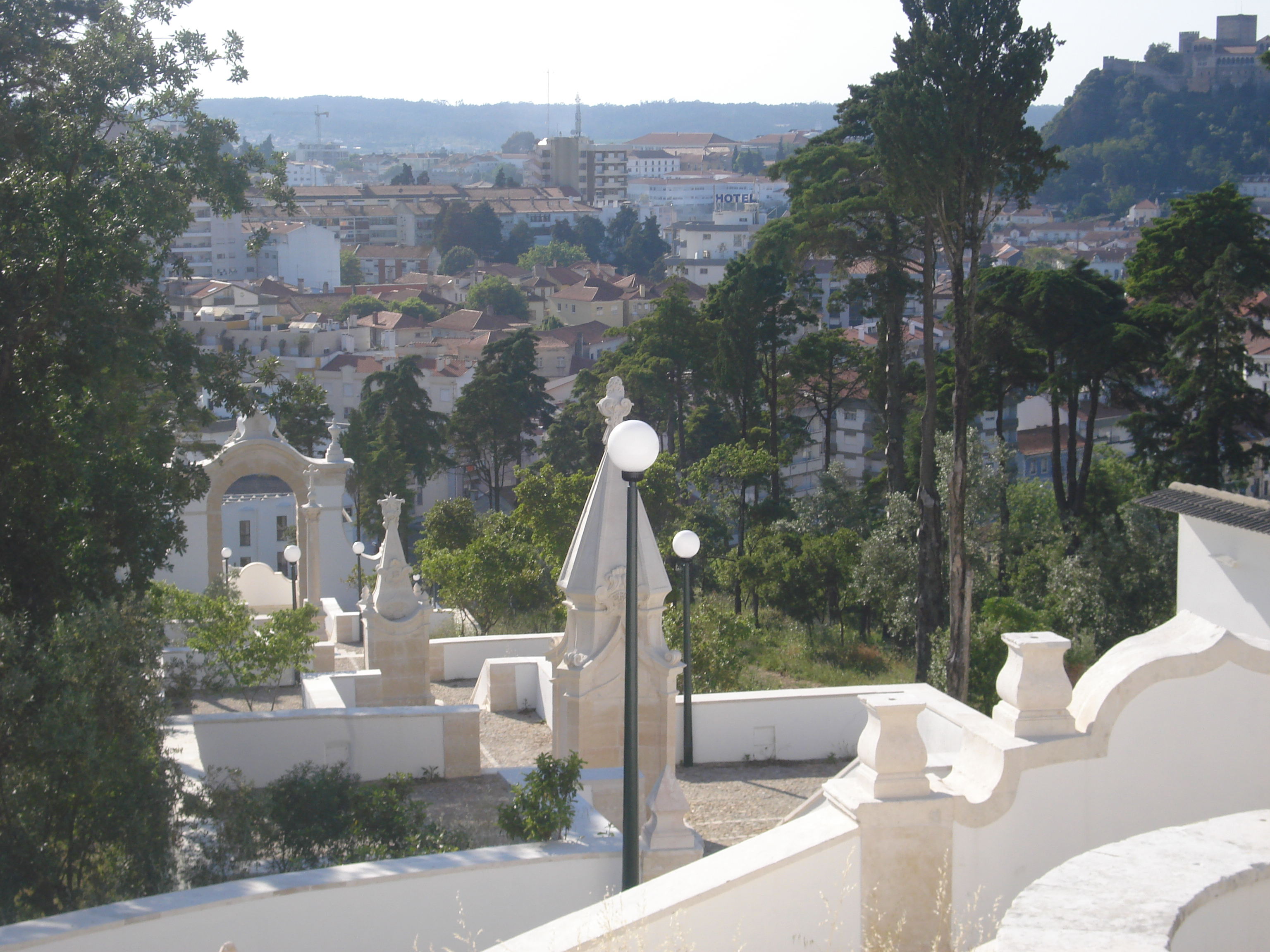
Escadaria da capela, com vista para a cidade

A Capela de Nossa Senhora da Encarnação, ou Santuário de Nossa Senhora da Encarnação, situa-se na atual freguesia de Leiria, Pousos, Barreira e Cortes, no Município de Leiria, em Portugal.
Foi classificada em 1982 como Imóvel de Interesse Público.
A igreja foi construída no monte de São Gabriel, sobre uma ermida com o mesmo nome.
Reza a lenda que a igreja foi construída porque em 1588 uma mulher inválida, de nome Susana Dias, ter sida levada para a ermida lá existente, tendo levantado e começado a andar assim que entrou nela. A população imediatamente juntou-se para aumentar a ermida para a capela que hoje vemos.
A igreja actual foi construída em 1588, tendo uma construção neoclássica , com altar de talha dourada e pinturas evocativas à Virgem e a São Gabriel e composta por azulejos seiscentistas - os azulejos não são os originais, uma vez que esses foram destruídos durante as Invasões Francesas. A planta é em cruz latina com nave abobadada e capela-mor terminada em cúpula. Na capela-mor existe um lanterim (fresta) que deixa entrar a luz. A igreja é rodeada por uma galilé de 12 arcos, e a entrada apresenta um frontal com uma escultura quinhentista de S. Gabriel. No tímpano da porta principal encontra-se uma escultura de faiança da padroeira. Anexado ao santuário existe ainda uma sala onde estão guardados ex-votos e pinturas dedicadas à padroeira.
A igreja é acessível de automóvel, mas podemos optar pela escadaria de arte barroca, construída no século XVIII a mando do bispo bispo D. Frei Miguel de Bulhões e Sousa, com 162 degraus. No topo desta, num dos quais se encontra uma imagem quinhentista de São Miguel.
No alto do monte podemos ter uma vista panorâmica sobre a cidade e o castelo.
A Nossa Senhora da Encarnação é a padroeira da cidade, pelo que no dia 15 de Agosto são realizadas as festas em sua honra, nas quais se organiza um procissão da igreja de Santo Agostinho até à capela.